# Монастырь Святого Иоанна Крестителя (Сере)
Монастырь Святого Иоанна Крестителя (греч. Μονή Τιμίου Προδρόμου Σερρών) — православный женский монастырь, основанный в 1270 году на горе Меникио, в 10 км северо-восточнее города Серре, Центральная Македония, Греция.

## История
Монастырь основан в 1270 году отцом Иоанна, епископом Зихни. Около 1300 года обитель была значительно расширена его племянником Иоакимом, также епископом Зихни. Последний построил во дворе монастыря небольшой католический храм, действующий поныне, трапезную и высокий забор, опоясывающий монастырь.
В 1332 году монастырь и вся область Зихни перешли под управление византийского императора Иоанна VI Кантакузина, а сама обитель вскоре императорским указом получила статус ставропигии. Однако в 1345 монастырь был сильно поврежден в результате нападения сербов и избежал полного уничтожения только благодаря покровительству Елены, жены сербского царя Стефана Душана. В 1353 в монастырь святого Иоанна Крестителя вошли малые монашеские дворы монастыря Святого Анастасия и Марии Остринис.
В 1371 году, до окончательного завоевания Серре Османской империей, монахам удалось уговорить султана Мурада I уменьшить для монастыря взимаемый налог на имущество. В период между 1457 и 1462 годами монахом монастыря был первый патриарх после падения Константинополя, Геннадий Схоларий, который оставался в обители до своей смерти.
По словам российского исследователя Виктор Григоровича, посетившего монастырь в 1845 году, местные иноки прикрывали греческим языком своё болгарское происхождение.

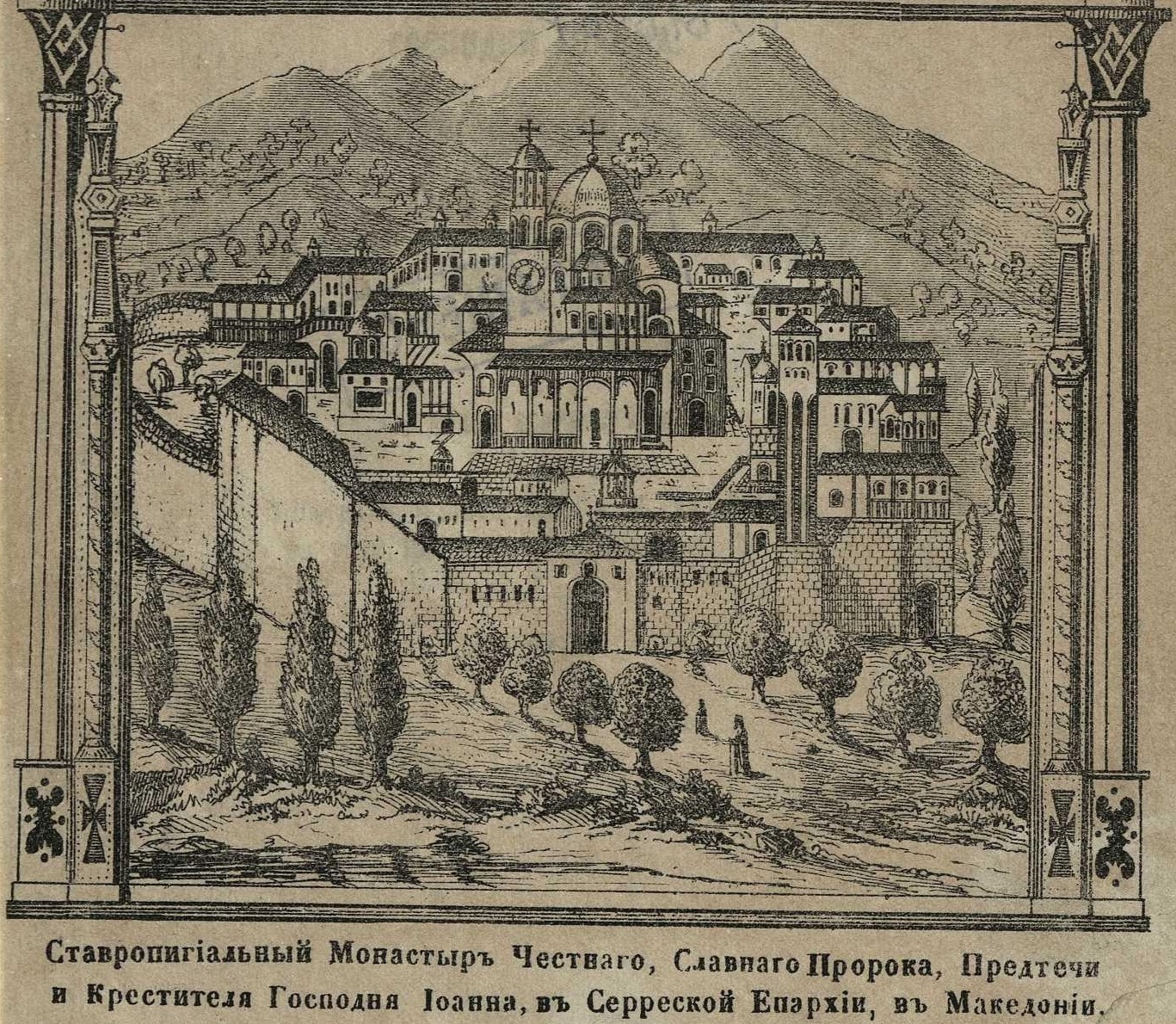
Монастырь Святого Иоанна Крестителя гравюра 1864 года

По свидетельству босненского этнографа Стефана Верковича, в 1889 году в монастыре проживало менее 60 монахов и 60 человеков монастырская прислуга.
В 1917 году библиотека монастыря была разграблена болгарами, которые переправили в Болгарию 24 Евангелия, 200 редких рукописей, около 1 500 старинных книг, 4 хрисовуллы византийских императоров, а также многочисленные драгоценные святыни. Все эти реликвии хранились в библиотеке монастыря, что располагалась в юго-западной башне стены вокруг монастыря. Хотя по Нёйискому мирному договору некоторые памятники были возвращены и переданы Национальной библиотеке в Афинах, их большая часть все ещё находится в Софии.
В 1986 году обитель перешла к женской монашеской общине, которая восстановила монастырь.

## Пожар
13 декабря 2010 года в монастыре вспыхнул пожар, по заключению экспертной комиссии, из-за  дровяной печи в паломническом общежитии. Тушить пожар прибыли десять машин с Серре и одна из Салоник, однако эффективному тушению пожара препятствовали заснеженные горные дороги и густой туман. Полностью сгорело общежитие, галерея византийской эпохи и мастерские . Невредимыми остались новое крыло и монашеские кельи.

## Основной храм
Основной храм обители каменный, украшенный византийскими иконописью, фресками, приписываемыми авторству македонского мастера Панселиния. Древнейшие из них созданы в период второго настоятеля монастыря Иоакима, они отличаются особой выразительностью и реализмом. Справа и слева картинке Христос Пантократор (Вседержитель) и Дева Мария Одигитрия - образцы византийской иконописи эпохи Палеологов. Храмовая резьба датируется 1804 годом.